# Americano (palabra)
La palabra americano, dependiendo del contexto, puede tener diferentes significados en el idioma español:
- En el uso tradicional y aceptado, refiriéndose a los naturales de América como continente, o a lo perteneciente y relativo al continente americano.
- Indiano: Denominación dada al español que emigraba a América y retornaba enriquecido (Hacer las Américas).
- Estadounidense, refiriéndose a los ciudadanos de Estados Unidos, uso que se da sobre todo en España y Cuba,[2][3] y que deriva de la influencia lingüística inglesa y de la traducción literal del gentilicio en inglés American. Es desaconsejado por la ASALE[4] en español.

Además, esta palabra puede referirse a los americanos de un lugar específico de América:
- Provenientes de «Hispanoamérica», países de lengua española en el continente americano. De «Iberoamérica», si además del español se incluye el portugués, con Brasil. O también de «Latinoamérica» que pretende abarcar, además del español y portugués, aquellos países americanos al sur de los Estados Unidos de Idioma francés, como Haití.
- Esto se debe a la denominación de un único continente, «América», y la visión de varias zonas dentro del mismo: «Angloamérica», «Hispanoamérica», «Iberoamérica», «Franco-América», «Lusoamérica», «Latinoamérica o América Latina», «América Neerlandesa»,«Norteamérica», «Centroamérica o América Central», «América Insular», «Sudamérica o Suramérica», «Oasisamérica», «Aridoamérica» y «Mesoamérica», etc.

En estas cuestiones, los puntos de vista son divergentes:
Según la nomenclatura tradicional de habla hispana, América es el nombre de uno de los continentes de la Tierra, nombrado así por los europeos después de su descubrimiento, y aceptado como modelo continental oficial por los habitantes hispanoparlantes de dicho continente, y por aquellos no sólo con una cultura o etnia de origen hispano, sino por los francófonos y lusófonos del continente, exceptuando a los angloparlantes del continente, ubicados sobre todo en Estados Unidos y Canadá.
Existen distintas definiciones de los continentes que pueden variar de cultura en cultura. Así, por ejemplo, en el mundo anglosajón se utiliza la división del mundo en siete continentes: Norteamérica, Suramérica, Europa, Asia, África, Australia (Oceanía) y Antártida (nótese que Centroamérica y las Antillas se clasifican como parte de Norteamérica y el término Oceanía rara vez se utiliza, definiendo el continente como Australia). En Rusia y otros países eslavos, Europa Oriental y Japón se enseña que existen seis continentes; Norteamérica, Suramérica, Eurasia, África, Australia y Antártida (nótese que, en este modelo, Europa se considera una península de Asia).
El modelo de cuatro continentes, que es el menos usado, incluye a América, Antártida, Oceanía y Eurafrasia, y el modelo que se enseña en Latinoamérica y parte de Europa (especialmente países latinos como España, Portugal, Italia, Francia, y Grecia), de seis continentes: América (como uno solo), Europa, Asia, África, Oceanía y Antártida. Por tanto, en el idioma inglés y otras lenguas no latinas «América» no existe como único continente, pues se le considera dos: Norteamérica (engloba Centroamérica y las Antillas) y Sudamérica. Lo más cercano en lengua inglesa sería The Americas (y aunque es correcto, raramente es empleado el término America en singular); sin embargo, aunque el gentilicio American refiere normalmente al nativo del país Estados Unidos de América, también puede usarse en inglés para el nativo de América (The Americas), como se usa en el caso del nombre inglés de la OEA; the Organization of American States.
La polémica sobre la denominación del continente ha motivado diversos cambios de nomenclatura a este nivel, y hasta hoy sigue siendo objeto de polémica entre distintos sectores, sobre todo en la lengua española.
La Real Academia Española recomienda que debe evitarse el uso de la palabra «americano» y «América», para referirse exclusivamente a los habitantes de Estados Unidos y al país, uso abusivo que se da sobre todo en España En sus propias palabras: «No debe olvidarse que América es el nombre de todo el continente y son americanos todos los que lo habitan», teniendo validez oficial lingüística en países de lengua española.
En el inglés no existe una traducción exacta para las palabras «estadounidense» y «estadunidense» (empleado este último en países americanos como México y recogido como valido por el diccionario de la RAE).
Por lo tanto, se considera en la lengua española incorrecto el uso de «americano» como gentilicio de Estados Unidos. Sin embargo, en la lengua inglesa el uso de Americans es válido, ya que es respaldado por el Oxford Dictionary y por el modelo continental geográficamente válido en países de habla inglesa y otros. El uso de «American» podría ser válido para referirse a algo perteneciente (en este caso) a los dos continentes americanos, sin embargo, su uso se emplea sobre todo para lo relacionado con los Estados Unidos.

## Evolución del nombre de América
Cuando Cristóbal Colón llegó a América, creyó que había desembarcado en las Indias Orientales (actuales Indonesia, Papúa Nueva Guinea, Filipinas y el resto de islas del Pacífico). Se refirió a la tierra a la que llegó como «las Indias» e «indios» a sus habitantes.
La teoría más fundamentada sobre el origen del nombre del continente dice que, a pesar de que Colón fue el primer europeo que llegó al continente, se debe a que el navegante Américo Vespucio fue el primero que se percató de que se trataba de un nuevo continente, a través de los viajes que realizó al servicio tanto de la monarquía española como de la portuguesa.
En 1507, el cartógrafo alemán Martín Waldseemüller, que trabajaba con Mathias Ringmann y otros en una actualización latina de la «Geographia» de Ptolomeo, utilizó el nombre de América en la edición de su Universalis Cosmographia, un planisferio en el que recogía los descubrimientos españoles y portugueses en las islas del Caribe, América Central, América del Norte y América del Sur, resultando de este modo el primer mapamundi impreso en el que se incluía el nuevo continente, al que el mapa por primera vez daba el nombre de America. En un pequeño tratado titulado Cosmographiae introductio, los miembros del Gymnasium Vosgien que trabajaban sobre la obra de Ptolomeo, entre ellos Waldseemüller y Ringmann, explicaban la razón de esa elección, atribuyendo el descubrimiento del Nuevo Mundo (Mundus Novus) a Américo Vespucio, cuyas controvertidas cartas publicaban en la segunda parte del libro, en tanto el genovés Colón, por mandato del rey de Castilla, lo habría sido de las islas de las Antillas.

### El nombre del Nuevo Mundo

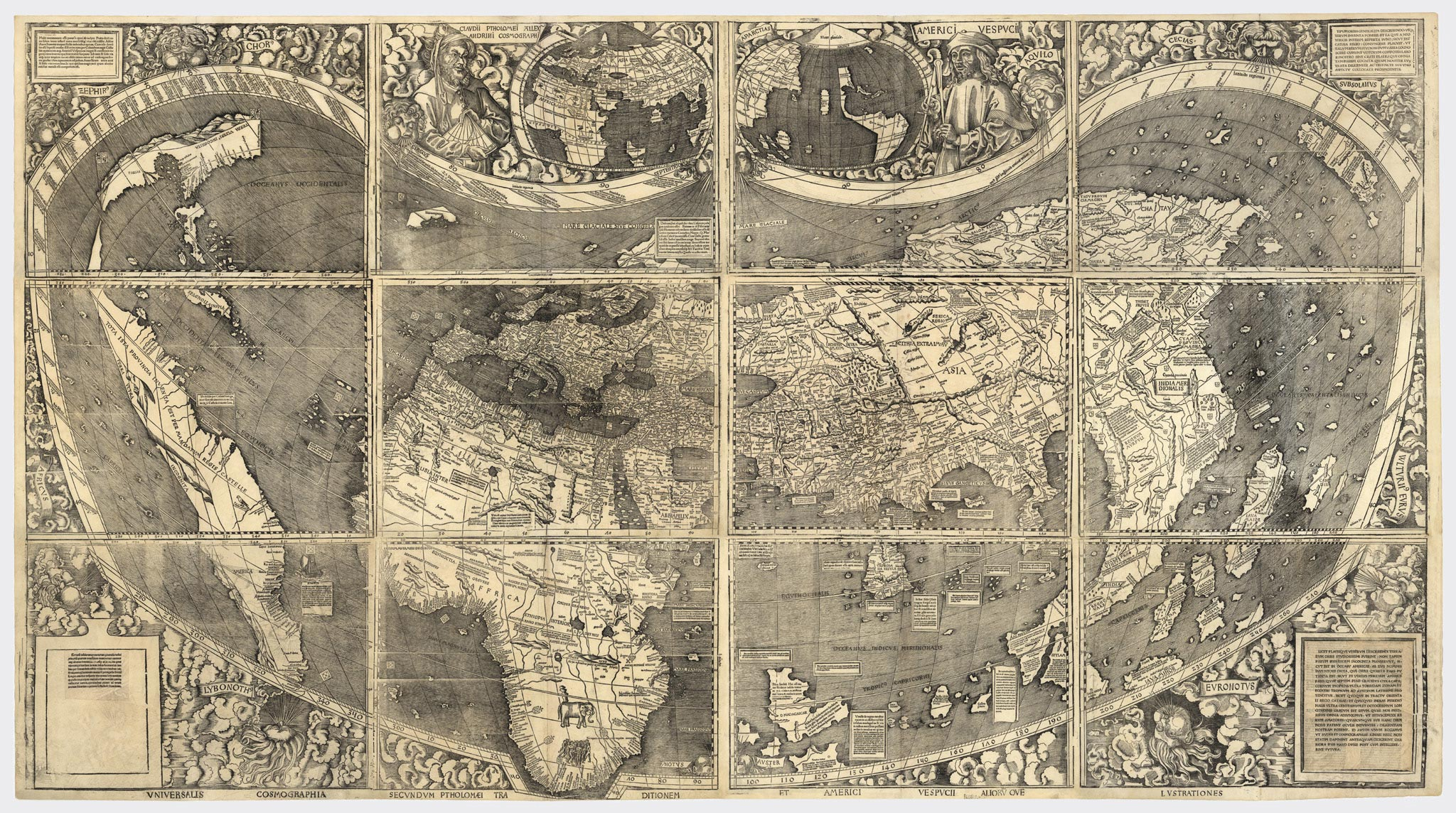
Planisferio de Waldseemüller o Universalis Cosmographia, 1507. Primer registro del nombre «América» para designar al continente. Aparece el término sobre América del Sur en este mapa.

Desde que Vespucio anunciara el hallazgo del nuevo continente, este había recibido varios nombres, cuya aplicación y aceptación era generalmente regional. Así, los españoles lo llamaban «Indias» o «La gran Tierra del Sur»; los portugueses, «Vera Cruz» o «Tierra Santa Cruz». Algunos cartógrafos empleaban «Tierra del Brasil» (que, sin embargo, aludía a una isla imaginaria), «Tierra de Loros», «Nueva India», o simplemente «Nuevo Mundo».
En la imprenta de la abadía de Saint-Dié-des-Vosges en Lorena, Francia, trabajaban varios editores que quedaron impresionados por la lectura de las publicaciones que pretendían narrar las proezas vespucianas: había llegado a sus manos un ejemplar traducido al alemán de la Lettera y otro francés de Mundus Novus, de los tantos que circulaban por Europa.
Decidieron dar a conocer las nuevas noticias en la forma de un pequeño tratado llamado Cosmographiae Introductio acompañado por una traducción al latín de la Lettera bajo el título «Quattuor Americi navigationes» («Cuatro Viajes de Américo»), y publicarlos bajo la forma de un panfleto. El 25 de abril de 1507 salieron del taller las dos primeras ediciones. En el capítulo IX del texto se sugería que el nombre del Nuevo Mundo debería ser «América» (femenino por analogía a "Europa", "Asia" y "África") en honor de quien la reconociera como tal: ab Americo Inventore (…) quasi Americi terram sive Americam («De Américo el descubridor (…) como si fuese la tierra de Américo o América»)
Martin Waldseemüller, un destacado humanista alemán y profesor de cartografía que se desempeñaba como dibujante y corrector de pruebas del grupo, inscribió el sonoro nombre en un gran planisferio mural en doce hojas que acompañaba al panfleto. Allí aparece aplicado a Sudamérica. En la parte superior del mapa aparecen, además, los retratos de Ptolomeo, a la izquierda, con un globo terráqueo en el que se dibuja el Viejo Mundo y Vespucio, a la derecha, junto al hemisferio correspondiente al Nuevo Mundo. Además, Waldseemüller confeccionó una versión globular, uno de cuyos ejemplares fue regalado al monarca de Lorena.
La voz tiene tal eufonía y guarda tanta consonancia con los vocablos «Asia» y «África» que inmediatamente se afincó en las lenguas noreuropeas. En la península ibérica, la terminología jurídica de la monarquía empleaba la denominación de «Reinos castellanos de Indias».
La difusión de su obra popularizó el vocablo América, mientras que las contradicciones de los papeles de Vespucio, navegante al servicio de España, ocasionaron críticas de los historiadores españoles y portugueses que, como fray Bartolomé de las Casas, pusieron en duda el papel de Vespucio en la concepción de la idea de un «Nuevo Mundo», y demostraron la usurpación de los méritos de otros navegantes españoles que le precedieron. Sin embargo, el término ya se había fijado en otros países europeos para designar América al Nuevo Mundo y americanos a sus habitantes, mientras que para Inglaterra el vocablo oficial era el de Indias Occidentales.

### Uso original de América
Cuando en el año 1507 Waldseemüller utilizó en su mapamundi la palabra America por primera vez, lo hizo para designar al Nuevo Mundo, concretamente las Antillas, América central y América del Sur, que en sus viajes describían Americo Vespucci y otros exploradores españoles las descubrieron. Américo Vespucio jamás pisó suelo norteamericano. Su exploración se limitó a América del Sur, por esta razón el término America aparecía en aquel mapa sobre Sudamérica. En 1538, Gerardus Mercator usó el mismo nombre para referirse por primera vez a las islas y a toda la masa continental del hemisferio occidental.

## América y americano

### En la hispanidad

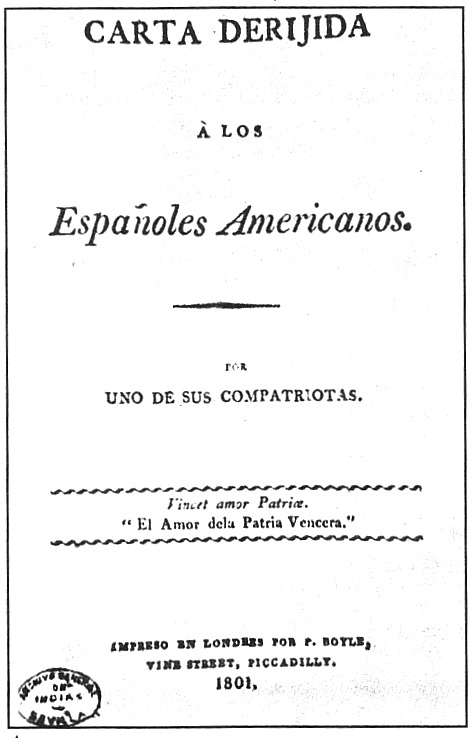
Carta a los españoles americanos, del jesuita peruano Juan Pablo Viscardo y Guzmán.

Durante las guerras de independencia hispanoamericanas (1811-1825), los hispanoamericanos típicamente se llamaban a sí mismos «americanos» para distinguirse de los «españoles».  Por ejemplo, los insurgentes de Nueva España no se llamaban a sí mismos «novohispanos», sino «americanos».  En España es de uso común el gentilicio americanos para llamar a los estadounidenses. En la actualidad, en la Península se suele llamar sudamericanos a los habitantes de los países de Hispanoamérica (que incluye a México, país norteamericano, y a los países de Centroamérica y del Caribe hispanohablantes, los cuales no están en Sudamérica); la excepción se da en las islas Canarias, donde cualquier persona del continente americano es llamada «americano», tal como se usa en los países de Hispanoamérica.
El uso de America para referirse a EE. UU se aprecia en países anglosajones y europeos, como España, y otros como India o Paquistán, ya que el modelo continental usado dicta que América se compone de dos continentes: América del Norte y América del Sur; considerando la frontera entre ellos a la frontera entre Panamá y Colombia. Así, lo que es el continente en español, y en otros idiomas y culturas, es «América», en inglés America usualmente se refiere al país. Por eso, los gentilicios son American para Estados Unidos; North American para México, EE. UU. y Canadá (geopolíticamente) o para todos los países al norte de Colombia (geográficamente); South American para los países al sur de Panamá, y Latin American para los países (con lenguas romance) al sur del Río Bravo. En América Central, se prefiere el uso del término «centroamericano» al de «norteamericano» por la connotación geopolítica del segundo término.
Nótese que en la traducción al español no ambigua (y por tanto preferida) del gentilicio American, en su acepción como gentilicio para los ciudadanos de Estados Unidos, es «estadounidense» o «estadunidense», no americano. En el resto de Hispanoamérica sucede de forma similar; la excepción son Cuba, Panamá y Puerto Rico, donde se suele decir «americano», y el Río de la Plata, donde «gringo» se aplica a los inmigrantes, usándose «yanqui» de manera a veces despectiva. A pesar de que la RAE no lo recomienda, en España son usados frecuentemente los términos  «americano» y «norteamericano»; y fuera de los registros cultos donde el uso de «estadounidense» (o en su defecto «norteamericano», pero nunca «americano») es preceptivo el uso de «estadounidense» es sensiblemente menor; el gentilicio «yanqui» también es muy común, mas no «gringo».
Algunos canales de televisión, como CNN en español, usan siempre el gentilicio «estadounidense», incluyendo la traducción del inglés, aunque la CNN en ese idioma (y en todos los medios angloparlantes) sólo usa el gentilicio: American.

### En la anglofonía
Desde 1776, el término «americano», especialmente en inglés, ha ganado fuerza para referirse a los habitantes de los Estados Unidos de América. El término también se utilizó anteriormente en inglés, desde el siglo XVI hasta el XVIII, para nombrar a los indígenas de América, significado actualmente obsoleto. Tampoco existe en inglés una traducción literal de uso común para los gentilicios «estadounidense» y «estadunidense» los cuales se usan en español. 

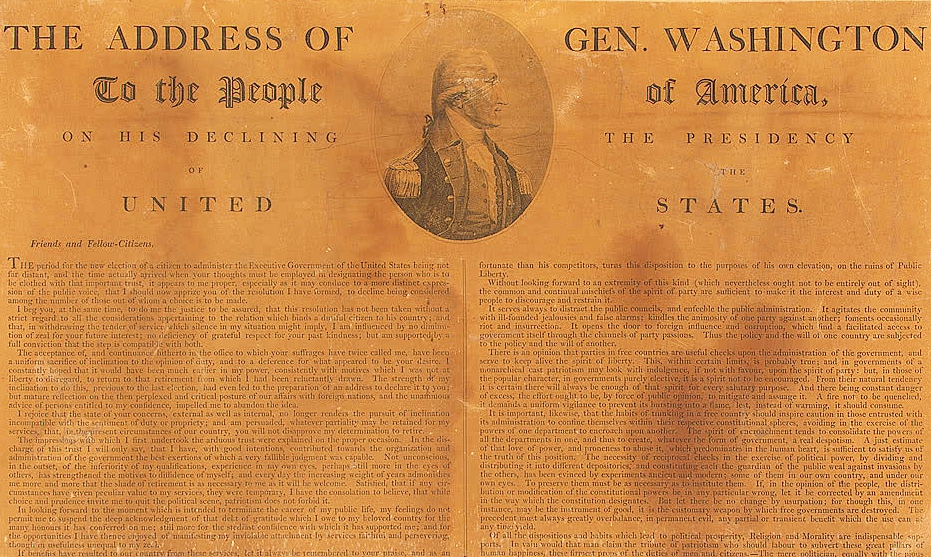
Discurso de Despedida de George Washington de 1796, 20 años tras la Declaración de Independencia de los Estados Unidos se puede apreciar el uso de America para designar al país.

Durante la Independencia de Estados Unidos, se empieza a forjar una identidad estadounidense común y la palabra American fue de uso frecuente desde la Independencia como gentilicio de los ciudadanos de la nueva nación. America, en los primeros años tras la independencia, fue usada en ocasiones como sinónimo del país aunque su uso no era tan generalizado. Un ejemplo temprano de este uso sería el Discurso de Despedida de George Washington (en inglés: George Washington's Farewell Address) que fue publicado en 1796 con el título: El Discurso del Gen. Washington al Pueblo de América sobre Su Renuncia a la Presidencia de los Estados Unidos (en inglés: The Address of Gen. Washington to the People of America on His Declining the Presidency of the United States). En este discurso, además, Washington expresa que: el nombre de Americano, que les pertenece a ustedes en su capacidad nacional, debe siempre exaltar el suficiente orgullo de Patriotismo, más que cualquier apelación derivada de discriminaciones locales.
El uso generalizado actual de la palabra America en inglés para referirse al país no se produjo, en gran parte, hasta después de la guerra hispano-estadounidense, cuando Estados Unidos se expande por territorios hasta el momento españoles como Puerto Rico, Guam y Filipinas, además de otros como Hawái (conquistada en ese mismo año). Es esta la razón por la cual antes del siglo XX, fueron utilizados nombres como los Estados Unidos, la Unión, la República y Columbia, siendo este último un término histórico para referirse tanto al país como al Nuevo Mundo, además de la personificación femenina de Estados Unidos. El primer presidente estadounidense tras la guerra fue Theodore Roosevelt, quien usó frecuentemente en su primer discurso anual a America para referirse al país, tras él, todos los presidentes de Estados Unidos han usado en discursos la palabra como sinónimo de su país.

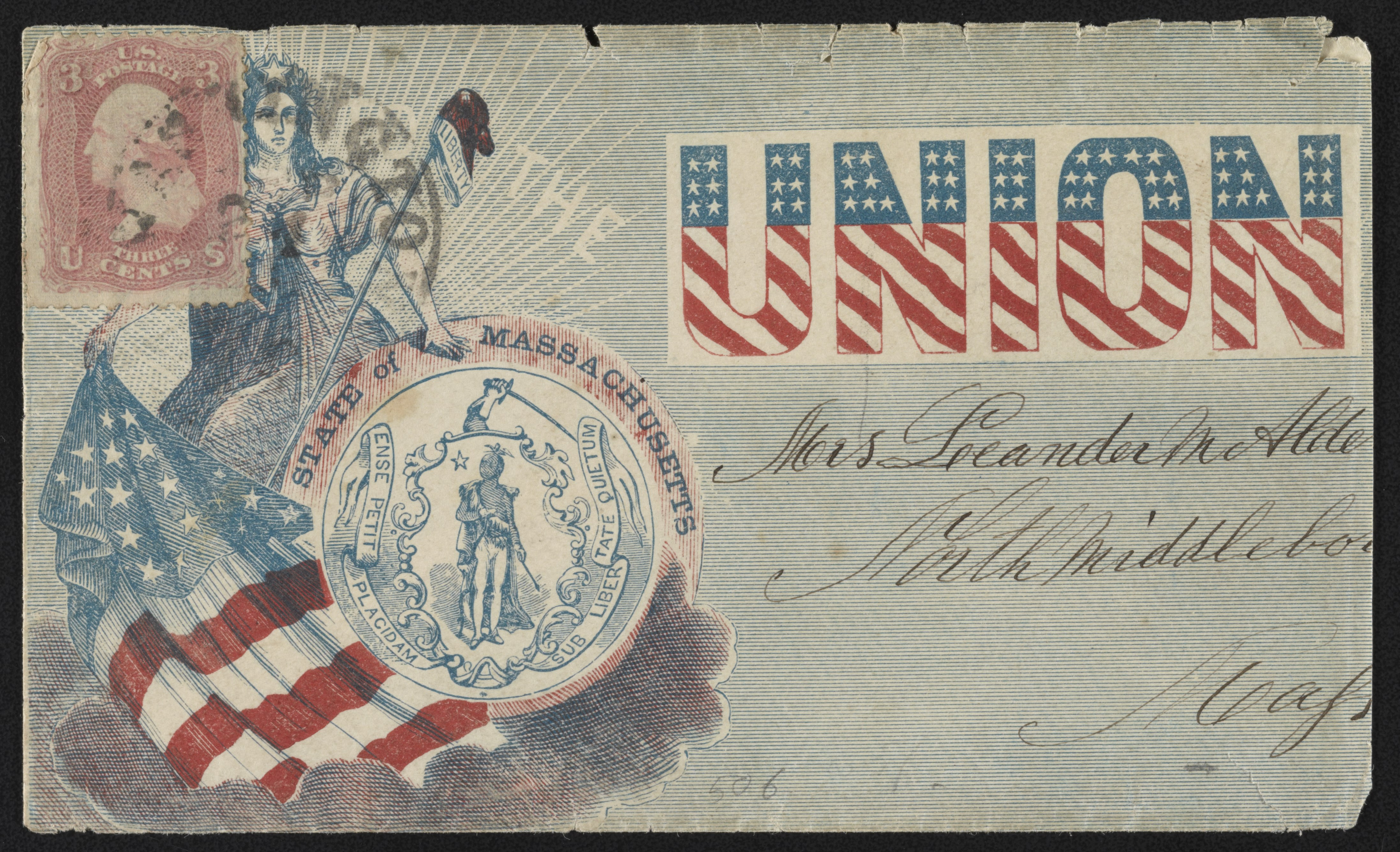
Sobre de la época de la guerra civil estadounidense, se muestra a Columbia leal a La Unión.

Pasado el siglo XIX, cayeron en desuso términos como Columbia, e himnos como Hail, Columbia comenzaron a ser menos usados en la cultura popular a favor de otros como God Bless America. 
Hasta la década de 1950 el término en inglés America podía referirse a la totalidad de Norteamérica y Sudamérica y encontrarse a la masa continental americana como una sola en algunos libros de geografía. De acuerdo con los historiadores Kären Wigen y Martin W. Lewis: ''No puede ser coincidencia que esta idea favoreciera a los diseños geopolíticos estadounidenses en aquel tiempo... Desde los años 1950, aún así, todos los geógrafos estadounidenses insistían en que las masas continentales visualmente distintas de Norte y Sudamérica merecían designaciones separadas''.
El uso del gentilicio American para referirse a los habitantes y zonas de Estados Unidos es bastante común en Estados Unidos. Asimismo existen términos compuestos como Mexican-American, Chinese-American y Japanese-American. La primera parte del término compuesto puede referirse a la etnicidad del estadounidense, a su país de origen o al país de origen de sus antepasados. La segunda parte del término se refiere a la nacionalidad American en inglés.
A pesar de esto, aún se encuentran usos de la palabra American que se aplican a todo el hemisferio americano. Es el caso de la Organization of American States, en español: Organización de los Estados Americanos, además del término American Indian (o Amerindian), el cual es definido por la Oficina del Censo de los Estados Unidos como ''una persona que tiene orígenes en cualquiera de los pueblos originarios de Norte y Sudamérica (incluyendo Centroamérica) y que mantiene una afiliación tribal o sentimiento de comunidad''
En español, el gentilicio «americano» suele referirse a cualquier habitante del continente; En el idioma español, especialmente en Hispanoamérica, los vocablos usado en la actualidad para referirse a Estados Unidos es «estadounidense» y «estadunidense», y de forma despectiva o coloquial «gringo» o «yanqui». En los países hispanoamericanos, el gentilicio «americano» es considerado culturalmente inapropiado, ya que la palabra en español habitual incluye a los países del continente entero. En portugués, sucede lo mismo en general. Los gentilicios «estadounidense» y «estadunidense»  se consideran apropiados, aunque el término «norteamericano» está muy generalizado, a pesar de que en una visión geopolítica «Norteamérica» incluye a México y Canadá, además de Estados Unidos.

### «Americano» en otros idiomas
Para el caso de lenguas como el japonés, al hacer uso de la palabra Amerika lo hacen para referirse exclusivamente a Estados Unidos.
En alemán, se usa la palabra US-Amerikaner para hacer referencia a lo relativo a Estados Unidos, agregándole el prefijo «US-», para diferenciarlo del resto de los habitantes del continente americano. En el habla común se prefiere simplemente Amerikaner.
En portugués, tanto en su variedad de Portugal o de Brasil, en el habla común se usan americano/na para referirse tanto a lo relativo al continente como a los Estados Unidos de América (además de como gentilicio). A nivel más formal se prefieren los términos norte-americano y estado-unidense (o estadunidense en el caso de Brasil) para los habitantes de Estados Unidos, aunque este uso es controvertido.

## Controversia sobre América Latina
El vocablo «Latinoamérica» o «América Latina» no ha sido usado por España en ningún sentido para referirse a aquellas tierras desde su descubrimiento hasta la actualidad, y a pesar de ser comúnmente aceptado por la propia población americana de los países a los que se refiere,[cita requerida] tiene sus detractores, particularmente grupos indigenistas y antirracistas. Estos grupos lo critican como una denominación étnica, de la población blanca del subcontinente, ya que los indígenas y negros no son latinos, y que no todos hablan francés como en Haití o portugués como en Brasil, que serían los grupos que se pretende abarcar con la denominación de «América Latina». Algunos promueven llamar a la región como «Indoamérica», término acuñado por el peruano Víctor Raúl Haya de la Torre, y así subrayar la herencia indígena. Incluso, se ha hablado de llamar a los países con importante contingente de población negra como «Afroamérica» o «Americáfrica». Una mayoría piensa que la región se debe llamar simplemente «América», y finalmente también hay grupos que en un discurso nacionalista consideran que Estados Unidos ha monopolizado o fagocitado el vocablo: América.
Hay analistas que establecen que América son dos continentes, en vez de uno o tres como dicen algunos. Norteamérica sería desde el istmo de Panamá hasta las costas del océano Glacial Ártico, incluyendo las islas del Caribe (exceptuando las cercanas a las costas de Venezuela), y no sólo Estados Unidos, Canadá y México, como se ha establecido hasta ahora. Sudamérica sería el otro continente. Este punto de vista es generalmente aceptado en los EUA, en vez de 6 continentes en los países hispanoparlantes, uno de los puntos que se les confunde los defensores de los dos lados del debate. 
En la actualidad se utilizan otras palabras, tales como: "Hemisferio occidental" y las "Américas" en plural, aunque algunos consideran estos términos, inventados por los estadounidenses, hacen una diferencia entre Estados Unidos y el resto del continente, y consideran el continente uno solo y, por lo tanto, no se debe usar en plural; en el caso de "hemisferio", puede referirse a cualquier parte del mundo.
Simón Bolívar quiso llamar a toda la región «Colombia», en honor a Cristóbal Colón. Según el parecer del Libertador, Colón tenía más mérito que Américo Vespucio para que se usara su apellido al nombrar el continente. En la época de Bolívar el subcontinente de América del Sur era nombrado «América del Sud", «América Meridional», «América del Mediodía», y en el mundo anglosajón se utilizaba los términos de «Indias Occidentales», ahora reducido a las islas del Caribe francófonas y anglófonas.
En los últimos años también ha comenzado un movimiento en diferentes países del continente para llamar a América con su nombre original, Abya Yala, tal como era antes de la llegada de los europeos. Se cree que este nombre era conocido a lo largo del continente por las diferentes civilizaciones durante la época precolombina.

## Otros términos para referirse a los ciudadanos estadounidenses
- Estadounidense, palabra que suele considerarse la más correcta en los países hispanoparlantes, por no prestarse a ambigüedades respecto de la nación a la que se refiere. Se usa también, con menor frecuencia, en otros idiomas como el francés (états-unien),[43] el portugués (estado-unidense o estadunidense)[44][45] y el italiano (statunitense).[46] En contra de su uso se encuentra la existencia de otros países nombrados «Estados Unidos», como México, llamado, oficialmente, Estados Unidos Mexicanos.
- Estadunidense, término que suele usarse en Honduras y México[47] para referirse a los estadounidenses, igualmente válido por la RAE.[48]
- Norteamericano, término habitual en países de habla castellana. Aunque designa a la totalidad de América del Norte, que comprende a otros países más allá de Estados Unidos de América; el amplio uso cotidiano de esta palabra en diversos países permite que no haya dificultad en su interpretación.[38] Si se busca la precisión en el habla, se presenta como opción el gentilicio "estadounidense". Otro motivo del uso de este término también se debe a que en ocasiones Estados Unidos es llamado "Estados Unidos de Norteamérica" y que también se le suela decir "Norteamérica" a Estados Unidos.[49]
- Americano, del inglés American. Esta denominación es común en los hablantes de dicho idioma, pero vale la pena tener en cuenta que la palabra America en inglés distingue particularmente al país Estados Unidos, siendo the Americas la expresión utilizada para el territorio de América del Norte y del Sur (North America y South America, respectivamente). Otro motivo del uso de este término es que se le suela llamar "América" a Estados Unidos debido a que algunos estadounidenses suelen llamar América a su país, esto también ocurre en otros idiomas como el japonés. Otra razón de la confusión se debe a que la palabra inglesa American al ser traducido al español significa estadounidense o americano (dependiendo del contexto que se le dé en inglés).
- Gringo, originado en el norte de la América de habla hispana, se extendió al resto de países latinoamericanos como Perú, Colombia, Ecuador y Bolivia. A veces suele tener un signficado peyorativo. Además, su significado original (usado todavía en el Hemisferio Sur) abarcaba el de "extranjeros" de habla no hispana y en algunos países hispanoparlantes definen como gringo a una persona de pelo rubio con ojos claros (mayormente verdes o azules) y de piel blanca.
- Yanqui, del inglés yankee, usado en la época de la guerra de Secesión por los confederados, del sur del país, para referirse a los unionistas. Haciendo eco de dicha acepción, existe el popular equipo de béisbol New York Yankees. El gentilicio "yanqui" se emplea en la Argentina, Chile, España, Paraguay y Uruguay con posibles connotaciones negativas. Dentro de EE. UU., yanqui significa "natural de Nueva Inglaterra".[50]
- Grencho, término que suele usarse de manera despectiva en Honduras para referirse a los estadounidenses.[51]
- Angloamericano, que podría poner fin a la controversia, dado que el Diccionario de la lengua española de la RAE lo define como "natural de EE. UU.".[52] No obstante, el prefijo anglo designa a hablantes del idioma inglés, lo cual presenta un problema al referirse a Canadá, país bilingüe, y con Jamaica, Trinidad y Tobago, Barbados, entre otros, debido a su posibilidad de reconocerse culturalmente afrocaribeños mas no angloamericanos.
- USAmerican (en inglés) o EUAmericano (en español), término inventado dentro de Estados Unidos para especificar a sus habitantes. Es utilizado por muchos neoyorquinos en EE. UU., quienes han tratado de resolver la polémica y reconocer que no son los únicos americanos de América.

- Términos como: Americanian, Americanese, Americaner, Americanish, Americian (en inglés) o Americanense, Americanés/Americanesa (en español) podrían resolver el problema y poner fin a la ambigüedad que trae consigo el uso de la palabra americano.

## Sufijo -américacomo divisiones y subdivisiones del continente
Actualmente es muy común usar el sufijo América para llamar a las divisiones y subdivisiones del continente americano, lo cual a veces genera algunas confusiones e inclusive, algunas divisiones y subdivisiones tienen más de un nombre.
| Sufijo, divisiones y subdivisiones                                                            | Gentilicio                        |
| --------------------------------------------------------------------------------------------- | --------------------------------- |
| América                                                                                       | americano, na                     |
| Norteamérica América del Norte América Septentrional América Boreal                           | norteamericano, na                |
| Centroamérica América del Centro América Central América Central Ístmica                      | centroamericano, na               |
| Sudamérica Suramérica América del Sur América Meridional América Austral América del Mediodía | sudamericano, na suramericano, na |
| Angloamérica América Anglosajona América Inglesa                                              | angloamericano, na                |
| Latinoamérica América Latina                                                                  | latinoamericano, na               |
| Iberoamérica América Ibérica América Íbera América Ibera                                      | iberoamericano, na                |
| Hispanoamérica América Hispana América Hispánica América Española América Castellana          | hispanoamericano, na              |
| Oasisamérica                                                                                  | oasisamericano, na                |
| Aridoamérica                                                                                  | aridoamericano, na                |
| Mesoamérica                                                                                   | mesoamericano, na                 |

### Otros términos
Además de los gentilicios ya mencionados en el cuadro anterior, existen otras palabras con la terminación -americano, na que no son gentilicios, debido a que se les dan usos no geográficos.
| Término            | Definición |
| ------------------ | --- |
| afroamericano, na  | Se utiliza para referirse a los descendientes de los esclavos africanos que fueron traídos por los europeos desde África hasta América.                  |
| indoamericano, na  | Se utiliza para referirse a los indígenas nativos de toda América. También se pueden utilizar los términos «amerindio, dia»; «indio, dia»; e «indígena». |
| interamericano, na | Se utiliza para referirse a cualquier clase de relaciones multilaterales entre países americanos.                                                        |
| panamericano, na   | Se utiliza para referirse a la totalidad de los países americanos.                                                                                       |